# Gao Julan
Gao Julan (pinjin: Gao Yulan) kitajska veslačica, * 3. marec 1982, Ruičang, Džjudžjang, Džjangši, Ljudska republika Kitajska.
Gao Julan je za Kitajsko nastopila na Poletnih olimpijskih igrah 2008 v Pekingu, kjer je s partnerico Vu Jou v dvojnem dvojcu osvojila srebrno medaljo. 

## Ostali rezultati
- Svetovni pokal v veslanju 2008, Luzern - 1. mesto, dvojni dvojec